# Micromarketing
Il micromarketing consiste nella manovra delle leve di marketing finalizzata a modificare, incrementare e influenzare il comportamento d'acquisto del consumatore nel punto vendita. L'obiettivo è quello di aumentare i livelli di acquisition, retention, extention della clientela mediante l'erogazione di una reward (beneficio) oppure attraverso il semplice direct marketing a scopo puramente informativo.
- Per acquisition intendiamo infatti la capacità da parte del venditore al dettaglio di acquisire una nuova quota di clienti.
- Per retention si intende invece la capacità di mantenere stabilmente nel tempo tale quota di clienti.
- Per extention invece indichiamo l'aumento delle quantità/volumi acquistati presso il rivenditore dai medesimi consumatori.

Il micromarketing pertanto è una sorta di "micronizzazione" delle leve di marketing tradizionalmente utilizzate. La fidelizzazione del consumatore (store loyalty) è uno degli obiettivi principali, ma ve ne sono anche altri egualmente perseguibili come ad esempio l'aumento della frequenza di acquisto di determinati prodotti, la modificazione della composizione dello scontrino attraverso lo stimolo al category switching (cambio di categoria) ecc.
È possibile anche sostenere iniziative di marketing integrato con l'industria (si pensi a reward che stimolino l'acquisto di un prodotto piuttosto che un altro, di un determinato marchio piuttosto che un altro ecc.).

## Strumenti
Nella moderna letteratura al riguardo, sono tutti concordi nell'affermare che un approccio customer alla problematica della fidelizzazione richiede al distributore/punto vendita una struttura e dei requisiti di natura tecnologica assolutamente necessari come la carta commerciale e il database clienti.
La carta commerciale deve essere rilasciata in cambio di informazioni anagrafiche e demografiche:
- nome e cognome;
- età;
- sesso;
- residenza;
- nucleo familiare;
- professione;
- recapiti;
- altre.

Ed ha una funzione identificativa correlata al comportamento di acquisto dell'acquirente.
- scontrino medio;
- sensibilità promozionale;
- elasticità;
- brand loyalty (fedeltà alla marca);
- concentrazione delle vendite;
- composizione dello scontrino;
- frequenza d'acquisto;
- altre.

È infatti attraverso il misto di dati anagrafici e comportamentali del cliente che l'impresa commerciale è in grado di attivare le adeguate politiche di micromarketing.
Il database di clienti, anch'esso indispensabile, è lo strumento adatto a memorizzare tali informazioni e a rielaborarle per fornire ulteriori dati e misurazioni altrettanto importanti (si pensi ad esempio al brand switching, al category switching, all'interbrand competition in termini di sell-out di prodotti ecc.).
Altro strumento importante ma non strettamente necessario è il cosiddetto POS Scanner in grado di rilevare costantemente, durante la permanenza del cliente in punto vendita, tutta la merce acquistata e contestualmente di visualizzare allo stesso cliente una serie di informazioni quali ad esempio prezzo, prodotti complementari e sostituibili, categoria merceologica, eventuale promozione associata ecc.
L'informazione pertanto è sicuramente un elemento discriminante nel successo delle politiche di micromarketing.

## Segmentazione etargeting
La segmentazione della clientela può avvenire in base ai:
- Dati anagrafici.
- Dati comportamentali d'acquisto.

L'obiettivo è quello di isolare cluster (gruppi) di clienti omogenei in base ai criteri utilizzati.
Un misto di entrambi gli elementi tuttavia assicurerebbe maggior precisione ed efficacia.
Il targeting identifica il gruppo/insieme di clienti verso i quali rivolgere una iniziativa o una manovra di marketing ed è strettamente dipendente dagli obiettivi prefissati.
Se ad esempio è necessario aumentare il volume totale di sell-out di punto vendita può anche essere non necessario ricorrere ad una approfondita segmentazione per comportamento di acquisto. In tal caso sarebbe più opportuna una manovra di marketing di massa.
Se invece si insegue l'obiettivo di incrementare le vendite di una determinata categoria potrebbe essere efficace segmentare e targetizzare i clienti in base alla loro category loyalty e stimolarli alla prova di prodotto oppure erogando incentivi volti ad attivare lo switch di categoria (anche una semplice iniziativa promozionale potrebbe essere sufficiente).
Iniziative di marketing più complesse possono essere praticate solo con segmentazioni più precise. Ad esempio per incentivare l'acquisto di un prodotto di pulizia per la casa follower risulterebbe necessario segmentare e targetizzare clienti aggregati in base al sesso, all'età e alla loro fedeltà alla marca leader. Targetizzare anche coloro facilmente predisposti al brand switching (ovvero clienti cosiddetti economy minded, per i quali la convenienza conta più della qualità nelle loro decisioni d'acquisto) potrebbe portare a buoni risultati. Dobbiamo infatti tenere presente che segmentazione e targeting comportano dei costi e che quindi sono operazioni che vanno svolte seguendo criteri di economicità sostenibile.
Il target a sua volta deve presentare le seguenti caratteristiche:
1. misurabilità (intesa come capacità di misurare il ritorno degli investimenti relativi al target oggetto della manovra di marketing);
2. rilevanza (numero dei consumatori-target);
3. accessibilità (il target deve essere raggiungibile con i mezzi di comunicazione che si hanno a disposizione);
4. sensibilità (gli acquirenti targetizzati devono considerarsi sensibili all'azione di marketing. Sono importanti pertanto i criteri di segmentazione utilizzati).

Nel problema legato al trade-off fra efficacia ed efficienza, un elevato numero di clienti target (alta rilevanza) determina lo shift (spostamento) verso la prima delle due variabili citate. Inversa la situazione nel caso di un limitato numero di consumatori, in quanto si osserva una lievitazione dei costi di gestione.
Il tasso di sensibilità inoltre risulta mediamente più alto per i consumatori già fidelizzati piuttosto che per i clienti definiti "marginali" ovvero clienti che presentano una più alta mobilità fra punti vendita concorrenti.

## Comunicazione
La comunicazione è di estrema importanza. Infatti, a differenza dell'approccio di marketing di massa, ogni target è destinatario di una specifica azione di marketing. Sussiste quindi un notevole sforzo atto proprio a differenziare mezzi e messaggi.
Generalmente i media utilizzati sono:
- Il direct mailing che consiste nell'invio per mezzo posta di materiale informativo e, eventualmente, promozionale (ad esempio un buono sconto, volantini, riviste, ecc.). La realizzazione di un mailing è tuttavia complessa  e richiede competenze diversificate. La fase di analisi infatti richiede l'applicazione della statistica al database clienti per individuare il target secondo gli obiettivi prefissati; la fase di creazione del messaggio invece richiede competenze creative e conoscenza del business. Per contro però si registrano notevoli tassi di redemption grazie proprio all'uso di questo media. Tra gli elementi caratteristici ricordiamo:
  1. costo contatto elevato (il costo sostenuto dall'impresa per attivare questa forma di comunicazione);
  2. time to market abbastanza lungo;
  3. cost per response che può risentire della bassa pulizia del database;
  4. elevato contenuto informativo.

- Telemarketing, consistente nell'uso della comunicazione telefonica, ed ha sempre contenuto puramente informativo o assistenziale. I suoi punti di forza sono:
  1. alta interattivtà;
  2. facilità di utilizzo;
  3. percezione di un maggior senso di relazione da parte del cliente.

I punti critici invece:
1. costo-contatto elevato;
2. richiede ulteriori costi di personale;
3. Può essere percepito come intrusivo nella vita privata.

- SMS marketing che attraverso l'utilizzo degli SMS consente di veicolare diversi tipi di servizio come ad esempio:
  1. comunicazione one-off di tipo push (invio di un SMS una tantum senza esplicita richiesta del target);
  2. comunicazione one-off di tipo pull (simile al precedente ma con esplicita richiesta del target);
  3. alerting (avviso) periodico con il quale, sotto esplicita richiesta, si informa il consumatore periodicamente circa le iniziative promozionali del distributore o circa le novità in assortimento.
  4. SMS couponing, consistente in un buono sconto da utilizzare previa presentazione del messaggio in punto vendita.

- E-mailing

- Il Web: I siti internet oggi sono uno strumento sempre più utilizzato proprio grazie alla spiccata possibilità di personalizzazione. Da non dimenticare anche le notevoli opportunità derivanti dalla possibilità di offrire un servizio acquisti totalmente elettronico.

- La comunicazione alla barriera casse che avviene nel momento finale del processo di acquisto del consumatore. In base alla spesa effettuata verranno quindi erogate le reward immediatamente utilizzabili alla successiva visita.
  1. Scontrino personalizzato nel quale sono riepilogati una serie di informazioni interessanti come ad esempio i punti accumulati con la spesa effettuata, quelli totali ecc.
  2. Stampanti di buoni sconto che producono coupon riutilizzabili alla visita successiva. Esso in particolare si caratterizza per un basso costo contatto ed è altamente gratificante per il cliente. Infine può anche servire per comunicare con la clientela, promuovere il punto vendita e perseguire specifiche azioni di micromarketing volte ad aumentare la frequenza di visita o a modificare la composizione dello scontrino.

## Le leve di micromarketing
Le reward (lett. "ricompense") utilizzabili sono sostanzialmente di 2 tipi:
- Reward di prezzo (sconti, promozioni, coupon ecc.).
- Reward di beneficio (ad esempio la raccolta punti per un catalogo a premi).

Le leve si caratterizzano per:
1. Timing - "Spalmatura" del beneficio nel tempo. Ad esempio una reward di prezzo ha solitamente timing ridotto e ridotti costi amministrativi. Non consente però l'instaurazione di un rapporto relazionale a lungo periodo con l'impresa, cosa che invece caratterizza  una reward "extragain" con la quale il consumatore deve accumulare una determinata somma di punti per poi fruire del beneficio.
2. Impegno richiesto al cliente - Corrisponde con il "sacrificio" richiesto al cliente (si pensi ad esempio al costo della carta commerciale, acquisto per determinati prodotti/reparti, soglia minima di transazione, numero di punti da accumulare ecc.).
3. Valore per il cliente - Sostanzialmente coincide con il valore del punto o dello sconto ottenuto e percepito in quanto tale dall'acquirente.

Una reward ampiamente apprezzata dai consumatori è il cosiddetto punto-sconto, con cui si dà la possibilità di scegliere in qualsiasi momento quando convertire i punti accumulati in sconti da poter sfruttare negli acquisti presso il medesimo punto vendita.
L'obiettivo dei programmi di fidelizzazione è quindi quello di assicurare al distributore la conquista di quote crescenti di tempo e di denaro dei clienti. Per raggiungere tali scopi la distribuzione si è dovuta dotare di meccanismi e mezzi volti ad attivare proprie iniziative di marketing. L'approccio customer alle politiche di marketing dell'impresa non è tuttavia di facile realizzazione. Vi sono infatti ancora notevoli difficoltà di implementazione fra le quali dobbiamo ricordare le scarse risorse che la funzione marketing di un'impresa commerciale ha a disposizione (in Italia ad esempio è ancora la funzione acquisti a rivestire il ruolo più importante) e le imponenti barriere di costo e tecnologiche che separano i rivenditori dalla possibilità di sposare definitivamente la filosofia del micromarketing.